# 新野郡
新野郡，中国西晋时设置的郡，治所在新野县（今属河南省）。南朝宋时，新野郡辖境相当今河南邓州市、新野县等地。北周大象元年（579年）废。后复置，隋朝开皇三年（583年）废。

## 兩晉十六國
晋惠帝永寧元年（301年）新野縣公司馬歆跟隨齊王司馬冏討伐趙王司馬倫有功，永寧二年（302年）晉封新野王，分義陽、襄陽2郡置新野國。郡治新野縣（今河南省新野縣），領新野、棘陽、蔡陽、穰、鄧、山都6縣。永嘉五年（311年）石勒攻略河南，新野王司馬劭遇害。後國除為郡。
所領六縣：
- 新野縣，今河南省新野縣
- 棘陽縣，今河南省南陽市南
- 蔡陽縣，今湖北省棗陽市西
- 穰縣，今河南省鄧州市
- 鄧縣，今湖北省襄陽市北
- 山都縣，今湖北省襄陽市西北[註⁠ 2]

## 註解
1. ↑  孔祥軍認為咸寧二年（276年）置新野郡，太康元年（280年）廢郡，晉惠帝時再度置郡。《晉書·扶風武王駿傳》記載司馬歆「太康中，詔封新野縣公」，後隨齊王司馬冏討伐趙王司馬倫，有功「以勳進封新野郡王」，封國由縣國晉升為郡國，時間在永寧元年（301年）至二年（302年）間，以此推測「咸寧」應為「永寧」之誤。
2. ↑  孔祥軍據《三國志·孫權傳》南陽5縣降吳及《水經注》割南陽5縣置新野郡，屬縣有「山都」，認為魏、晉時屬南陽郡。然而《水經注》封司馬歆新野郡公年代可能有誤，吳、魏相互敵對，吳國應不可能承認魏國新設的政區，山陽縣東漢屬南陽郡管轄，或有用漢史地理的可能性。
3. ↑   註: